# Haralds Sīmanis
 (mars 2022).
Haralds Sīmanis, né le 12 juin 1951 à Cēsis en Lettonie et mort le 1er décembre 2022, est un chanteur letton. Il est couvreur de profession.

## Biographie
Né en 1951 à Cēsis dans une famille mixte tsigane-lettone, il n'a pas reçu d'éducation musicale, mais a appris à jouer de la guitare et de l'orgue en autodidacte. Dans les années 1970, Sīmanis a commencé à collaborer avec Arvīds Ulmi, dont la poésie est toujours utilisée dans ses chansons. En 1976, il écrit un poème pour orgue, Mīlestība nekad nebeidzas (L'Amour ne Meurt Jamais), deux ans plus tard le cycle de chansons Likteņa lietavas (Pluie du Destin) et en 1979, le cycle Par zāli, sāli un Tevi (À Propos de l'Herbe, du Sel et de Toi).
H. Sīmanis a acquis une plus grande reconnaissance en 1980 lorsqu'il a interprété sa ballade Ezers lors du concert de clôture du Mikrofona dziesmu aptaujas (Enquête sur les chansons), qui différait radicalement de tout ce qui avait été diffusé à la télévision lettone jusque-là. Au début des années 1980, il a travaillé dans les groupes philharmoniques professionnels Tip Top et Lāčplēsis, mais après quelques années, il a choisi de jouer individuellement.
En 1984, Sīmanis s'est impliqué dans le prédécesseur du Vides Aizsardzības kluba (Club de protection de l'environnement) organisé par Arvīds Ulme, dont les activités en Lettonie ont probablement inauguré le début du Troisième Réveil. Le Pieminekļu aizsardzības centrs (Centre de Protection des Monuments) a organisé le remplacement des toits de plusieurs églises lettones et le musicien a aidé avec ses compétences de couvreur.
Dans les années suivantes, H. Sīmanis joue le plus souvent seul, se produisant dans des églises où il est possible d'utiliser l'orgue. Ces dernières années, il a également collaboré avec Ieva Akuratera, Ilze Gruntis et d'autres musiciens, dont récemment Dr. Peacock.
En 2012, Agita Gabranova a interprété la chanson Ezers (Lacs) de Harald Simman dans l'émission LNT Latvijas Zelta talanti (La Lettonie à un Incroyable Talent), gagnant la reconnaissance du jury et du public.
Le 1er décembre 2022, l'information de sa mort est transmise par un collaborateur musicien, Andris Grunte.

## Discographie
- 1995 : Es strauta malā slāpēs eju bojā (MC)
- 1996 : Starp divām gaismām (MC)
- 2006 : Starp divām gaismām/ Izlase (CD)
- 2012 : Es esmu rīts (CD)
- 2014 : Par zāli, par sāli un Tevi (CD)
- 2014 : Pasaka Par Atslēdziņu